# Mustafakemalpaşa
Mustafakemalpaşa je město a okres v provincii Bursa, v regionu Marmara v Turecku. 
Městem protéká stejnojmenná řeka Mustafakemalpaşa.

## Historie
Ve starověkém Řecku se oblast jmenovala Kremaste (v moderní turečtině Krimasti) a spadala pod království Bithýnie. Okolo roku 300 n. l. se město stalo důležitou křesťanskou diecézí. V roce 1336 se stalo součástí Osmanské říše. Během řecko-turecké války v roce 1920 bylo zničeno. Po válce za nezávislost, vedené Mustafou Kemalem Atatürkem, se městská rada rozhodla na přejmenování města na Mustafakemalpaşa jako uctění jeho památky. Město obývá 56,7 tisíce obyvatel.